# Cyrtococcum deccanense
Cyrtococcum deccanense là một loài thực vật có hoa trong họ Hòa thảo. Loài này được Bor mô tả khoa học đầu tiên năm 1956.